# Chlamydoselachidae
I Clamidoselacidi (Chlamydoselachidae Garman, 1884) sono una famiglia di squali della sottoclasse Elasmobranchii che comprende tre generi. Chlamydoselachus è l'unico genere che comprende due specie viventi.

## Tassonomia
- Genere Chlamydoselachus (Garman, 1884)
  - Chlamydoselachus africana (Ebert & Compagno, 2009)
  - Chlamydoselachus anguineus (Garman, 1884)
  - † Chlamydoselachus garmani (Welton, 1983)
  - † Chlamydoselachus gracilis (Antunes & Cappetta, 2002)
  - † Chlamydoselachus lawleyi (Davis, 1887)
  - † Chlamydoselachus tobleri (Leriche, 1929)
- Genere Proteothrinax (Pfeil, 2012)
  - † Proteothrinax baumgartneri (Pfeil, 1983)
- Genere Rolfodon (Cappetta, Morrison & Adnet, 2019)
  - † Rolfodon bracheri (Pfeil, 1983)
  - † Rolfodon fiedleri (Pfeil, 1983)
  - † Rolfodon goliath (Antunes & Cappetta, 2002)
  - † Rolfodon keyesi (Mannering & Hiller, 2008)
  - † Rolfodon landinii (Carrillo-Briceño, Aguilera & Rodriguez, 2014)
  - † Rolfodon ludvigseni (Cappetta, Morrison & Adnet, 2019)
  - † Rolfodon tatere (Consoli, 2008)
  - † Rolfodon thomsoni (Richter & Ward, 1990)

R. bracheri, R. fiedleri, R. goliath, R. keyesi, R. landinii, R. tatere e R. thomsoni erano precedentemente classificati nel genere Chlamydoselachus, ma, nel 2019, Cappetta, Morrison & Adnet trasferirono le specie nel genere Rolfodon.
Il genere Thrinax (Pfeil, 1983) è stato sostituito da Proteothrinax (Pfeil, 2012) e la specie Thrinax baumgartneri ha cambiato nome in Proteothrinax baumgartneri.